# Greenwood Lake (New York)
Pour les articles homonymes, voir Greenwood.
Greenwood Lake est un village du Comté d'Orange dans l'état de New York.
Il se trouve à l'extrémité du lac du même nom.
Sa population était de 3 154 habitants en 2010.